# 社会発展
社会発展（しゃかいはってん）とは社会学用語の一つ。これは社会構造が別の形へと発展することをいう。ここで言われている発展というのは、社会構造が単純であった形からより複雑な形へと変化をしていくプロセスや形態のことである。この変化というのが量的なものなのかあるいは質的なものなのか、望ましいか否か、原因は内部に有るのかあるいは外部に有るのかなどが論者によって異なってくるところである。社会の進化をとらえる立場では、この社会発展というのはどのような方向に向かって、どのような事柄を積み重ねているかなどの過程がとらえられている。